# Ефрайн Моралес
Ефрайн Моралес (ісп. Efrain Morales; нар. 4 березня 2004, Декейтер) — болівійський футболіст, захисник клубу Атланта Юнайтед 2 та національної збірної Болівії.

## Клубна кар'єра
Народився 4 березня 2004 року в місті Декейтер. Вихованець футбольної академії клубу «Атланта Юнайтед». Ефрайн пройшов шлях від U12 до U17. 13 серпня 2020 року підписав однорічну угоду з головною командою.
15 серпня 2020 року Моралес дебютував у складі Атланта Юнайтед 2, за який виступає на правах оренди.
29 листопада 2023 року Ефрайн продовжив контракт з командою «Атланта Юнайтед».

## Виступи за збірні
У 2023 році Моралес дебютував у складі молодіжної збірної Болівії . Станом на 19 листопада 2024 року на молодіжному рівні взяв участь у 6 іграх.
14 листопада 2024 року Моралес дебютував у складі національної збірної Болівії в кваліфікаційному відборі на чемпіонат світу 2026 проти збірної Еквадору.

## Родина
Народився в Сполучених Штатах, в родині болівійця та пуерториканки.